# 商業会議所連合会
商業会議所連合会（しょうぎょうかいぎしょれんごうかい、商業会議所聯合会）は、商業会議所の全国団体。

## 概要
1887年にはイギリスの商法会議所連合会議の件が官報に報じられるなどしており、1890年の商業会議所条例の設置の時より、全国組織の必要性が唱えられていた。1892年9月25日に関西地区の5つの商業会議所の呼びかけで京都にて第1回の連合会が開かれ、今後年1回の定期会と必要に応じて臨時会を開く事などの規則を定めた。
1901年3月、桂太郎内閣が商業会議所条例の後継として商業会議所法を設置し、商業会議所連合会についての規定が定められた。
1922年6月には東京に常設の事務所を設置するとともに、正副会頭制を導入した（東京商業会議所会頭が会頭、大阪商業会議所会頭が副会頭とされた）。当時の日本においては唯一の全国クラスの民間経済団体であった。
発足直後は15しかなかった商業会議所は、1895年には41、1910年には60、1926年には76と拡大し、日本領となった朝鮮半島などにも設立された。
他方、大企業や工業界は、数の上で多数を占めた連合会の中小の商業者と利害の不一致をみるようになったことから、日本工業倶楽部や日本経済連盟会を結成しており、連合会と競合するようになった。
商工会議所法公布に伴い、1928年4月10日に日本商工会議所に改組された。

## 沿革
- 1878年3月12日、渋沢栄一らが東京商法会議所を設立。
- 1881年、全国に34の商法会議所が組織される。
- 1890年9月12日、山縣有朋内閣が設置した商業会議所条例に基づき、全国に15名以上50名以下の会員からなる商業会議所が設立される。同時に、地域の事業者を会員選挙権者として強制加入させる規定や、事業者からの運営費の徴収を可能とする規定も敷かれた。[2]
- 1892年9月25日、全国に15ヶ所あった商業会議所の連合体として「商業会議所連合会」が結成される。
- 1901年3月、桂太郎内閣が、商業会議所条例の後継の商業会議所法を設置。商業会議所連合会についての規定が置かれた。[3]
- 1922年6月、商業会議所連合会の常設の機構・事務局が置かれた。
- 1927年4月、若槻禮次郎内閣が、商工会議所条例の後継として商工会議所法を設置。また商業会議所連合会についての規定が置かれた。[4]
- 1928年4月10日、商工会議所法の制定に伴い、「日本商工会議所」として成立。